# アンダー・ザ・ボードウォーク
『アンダー・ザ・ボードウォーク』（原題: Under the Boardwalk）は、ローリーン・スカファリアと脚本を共同執筆したデヴィッド・ソーレン監督による2023年のアメリカのミュージカル・コメディ・アニメーション映画。
パラマウント・アニメーションとビッグ・キッド・ピクチャーズが制作し、DNEGアニメーションがアニメーションを制作した。この映画では、キキ・パーマー、マイケル・セラ、ボビー・カナヴェイルが声を担当した。

## キャスト
| 役名                 | 俳優                 | 日本語吹替       |
| -------------------- | -------------------- | ---------------- |
| ラモーナ             | キキ・パーマー       | ファイルーズあい |
| アーメン             | マイケル・セラ       | 内田雄馬         |
| ボビー               | ボビー・カナヴェイル | 三宅健太         |
| メイコ               | ラッセル・ブランド   | 石谷春貴         |
| ジミー               | ジョン・ルドニツキー | 勝杏里           |
| マニー               | ジョン・マガロ       | 鈴木崚汰         |
| ホットソース・クラブ | MrBeast              |                  |

- 日本語吹替版その他：野村麻衣子、野津山幸宏、新井笙子、平林剛、金田愛、宮崎遊、松浦義之、蒔村拓哉、岡本幸輔、野澤英義、東内マリ子、やまかわともみ、露木徳幸、伊奈聖嵐、太田梨香子

風雅なおと、奥田もとい、岡崎昌幸、大木理紗、内田ゆう、メロディー・チューバック、大滝秀則、石塚勇、原田真純、カタオカセブン、FUJIBASE
- 日本語版制作スタッフ 演出：髙田浩光、翻訳：古賀香菜子、歌唱演出・訳詞：中野翔太／大神:OHGA（manzoo）、日本語版制作：ACクリエイト